# 卡萊爾火山

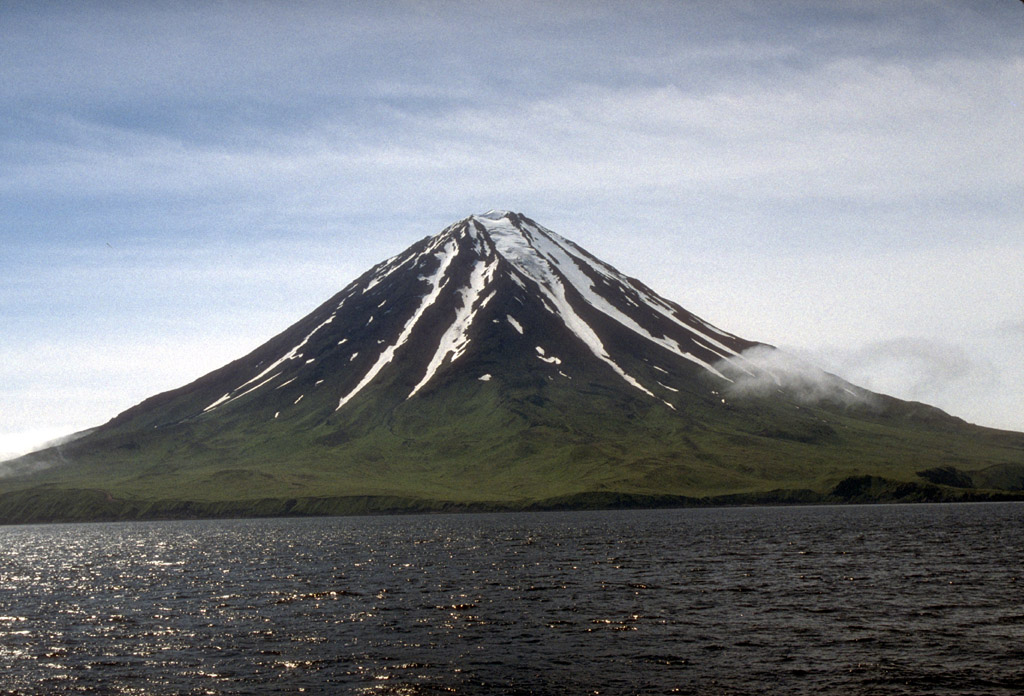

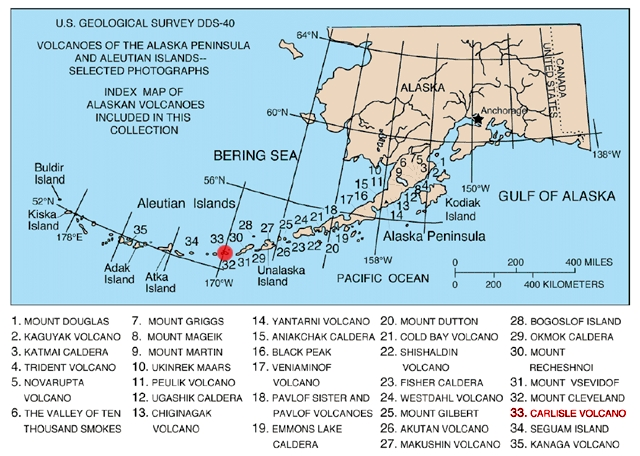

卡萊爾火山是美國的火山，位於卡萊爾島，由阿拉斯加州負責管轄，海拔高度1,620米，火山底座直徑6.5公里，最近一次火山噴發在1987年發生。

## 外部連結
- Volcanoes of the Alaska Peninsula and Aleutian Islands-Selected Photographs（页面存档备份，存于）
- Alaska Volcano Observatory （页面存档备份，存于）